# Іван Яненко-Хмельницький
Іван Павлович Яненко-Хмельницький (Яненченко, * ? — 1679) — козацький військовий діяч, полковник.

## Життєпис
Іван Павлович народився в середині XVII століття в сім'ї Павла Яненка-Хмельницького. На думку Ю. Мицика, був його молодшим сином. Доводився двоюрідним онуком гетьману Богдану Хмельницькому та двоюрідним племінником гетьману Юрію Хмельницькому. Також, доводився родичем гетьману Петру Дорошенку, адже одружився з його дочкою, а сам гетьман за другу дружину взяв рідну сестру Яненченка Єфросинію.
Більшість відомих звісток про Івана Яненченка є досить суперечливими та відносяться до 1678-1679 років — останніх років його життя. Це був період другого гетьманування Ю. Хмельницького на Правобережжі (фактично васалітету від Османської імперії). Дослідник Т. Чухліб припускає, що він та його батько Павло були серед тих, хто міг запропонувати Ю. Хмельницькому реанімацію ідеї створення українського князівства на підвладних турецькому султану теренах, хоча й самі були в цей час одними з основних претендентів на гетьманську посаду, принаймні в очах самого султана.
Дослідник Мирон Кордуба стверджує, що Яненченко був помічником і порадником Юрія Хмельниченка, а його батько Павло засудив цей вчинок і вибір сина.
Під час другого Чигиринського походу замість двох тисяч обіцяних для турецького війська козаків Ю. Хмельницький мав тільки «старого Астаматія, Івана Хмельницького, Коваленка, Яненка, Апостола» з декількома сотнями людей. 24 липня 1678 року загін Ю. Хмельницького перейшов через Дністер, а вже 7 вересня сотні О. Астаматія й І. Яненка-Хмельницького «вогняними кулями місто Чигирин і замок запалили».
Наприкінці літа 1678 року Юрій Хмельницький призначив своїх соратників І. Яненченка та О. Астаматія наказними гетьманами. 23 серпня (2 вересня) в універсалі до жителів Канева «руський князь» наказував підкоритися новопризначеному наказному гетьману І. Яненку-Хмельницькому, а також звинувачував у спустошенні правобережних земель московські війська. Такий же універсал було надіслано 12 (22) вересня з Ладижина жителям Черкас і всьому населенню «задніпровської» України. «…Освідчуєм, як сьогобічним так і тогобічним обивателям задніпровським і хто тільки зволить під міць князівства Руського і владу… пана гетьмана нашого наказного думку свою призичити, удаватися із зичливістю своєю, таким всяка наша на кожному місці доброчинність», — звертався Ю. Хмельницький до своїх потенційних підданих. Реальність своєї влади правобережний гетьман продемонстрував у Каневі, знищивши з допомогою турків непокірне місто. В «Історії Русів» про це було сказано: «знищив його вогнем і мечем, учинивши нечувані варварства над тамтешніми мешканцями, як ставили вони спротив. Потім підкорив інші міста без ніякого спротиву, бо застрашені були його лютістю». Саме тому владі наказного гетьмана І. Яненка невдовзі піддалися Черкаси, Корсунь, Мошни й Жаботин.
В кінці літа-восени 1678 року Юрій–Гедеон став знову формувати козацькі полки, насамперед Корсунський, де полковником став І. Яненко-Хмельницький, та Кальницький (полковник — Коваленко або ж Ковалевський).
Проте вже у жовтні 1678 року Ю. Хмельницький через свою хворобливу підозрілість та за порадою великого візира Османської імперії Кара-Мустафи стратив трьох своїх полковників: наказного гетьмана О. Астаматія, кальницького полковника Вареницю та брацлавського полковника Коваленка (Ковалевського). Найменше постраждав І. Яненко-Хмельницький, якого після повернення з Лівобережжя лише було «оковано» на деякий час.
У листопаді за наказом Хмельниченка невеликий загін нa чолі з Яненком намагався відвоювати y лівобережного гетьмана І. Самойловича Іркліїв з навколишніми селами, aлe місцеві козаки зуміли відстояти своє місто тa захопити y полон кілька татар, що перебували нa службі y Хмельницького.
В 1679 році І. Яненченко став полковником чигиринським. Отримавши значну військову допомогу від татар, Ю. Хмельницький вирішив заселити спустошені правобережні землі людьми, які втекли або були «зігнані» І. Самойловичем на Лівобережну Україну. Ще на початку січня наказний гетьман І. Яненко, перейшовши на лівий берег Дніпра, перегнав частину населення з-під чернігівських Козельця і Носівки до Корсуня. 26 січня війська Ю. Хмельницького разом із загонами білгородської орди захопили лівобережні містечка Жовнин, Городище, Горошине, після чого Хмельницький наказав перегнати їхніх жителів у Чигирин та Жаботин. Відділи І. Яненка оволоділи Пісками, Яблуневим, Золотоношею, а на початку лютого були розбиті під Лубнами. В «Історії Русів» це описано наступним чином: «вдерся був і в глиб Малоросії і поруйнував багато селищ коло Козельця, Носівки, Ірклієва та Яблунева, проголошуючи при тому себе гетьманом задніпровським. Одначе незвичайно глибокі сніги, що впали того року, і страшенна до того ж холоднеча винищили більшість людей і коней з корпусу Яненкового, і він із залишками своїми на превелику силу доволікся до міста Черкас. Війська російські з гетьманом і Ромодановським розташовані були тоді в Києві і коло нього, сподіваючись, що всі сили турецькі туди не повернуться; але, довідавшись про похід самого лише Яненка, послали на нього сина гетьманського, полковника стародубського Семена Самойловича, з козацьким корпусом, який, переслідуючи Яненка, що втікав від нього, побрав і поруйнував міста Черкаси, Корсунь, Драбівку та Мошни, а народ тамтешній перегнав у глиб Малоросії». Дане оповідання запозичено з літопису Г. Граб'янки, де Яненко виступає гетьманом Лівобережної України. Хоча, в примітках Я. І. Дзири сказано, що тут мається на увазі Яненко-Хмельницький Павло, колишній київський полковник. У деяких джерелах вказано, що С. Самойлович захопив Яненка у полон і ув'язнив в Сосниці, де той і помер. Правда, всі ці події пов'язуються, знову ж таки, з батьком Івана Павлом Яненком-Хмельницьким.
За даними інших дослідників, протягом 1679 р. з Немирова на Лівобережжя Ю. Хмельницьким висилались лише окремі загони для переселення людей і «підпалення лівобережних українських містечок». Під час однієї такої операції до польського короля втікає І. Яненко, очевидно, відчуваючи неминучу поразку турецьких планів і згадуючи образу від Ю. Хмельницького, коли той без важливих підстав закував його у кайдани. З Корсуня він втік таємном ходом з 50 козаками до Хмільника. Яненченко у вересні 1679 р. знаходився при воєводі руському у Львові. Згодом поляки перехватили його листа до кам'янецького паші зі звісткою, що Львів можна захопити. За наказом гетьмана Станіслава Яблоновського Івана Яненка-Хмельницького заарештували та розстріляли.

## Сім'я
Дружина N Петрівна Дорошенко — онука генерального обозного Семена Половця, дочка гетьмана Петра Дорошенка і Ганни Половець.